# La Femme aux bijoux
Pour les articles homonymes, voir La Femme aux bijoux (homonymie).
La Femme aux bijoux est une chanson française, paroles et musique cosignées par le duo Bénech et Dumont, publiée aux éditions Bénech en 1912 (LBP167). Le rythme de la musique est un mouvement de valse. 

## Historique
Selon Brunschwig, Calvet et Klein, la chanson est créée par Gaston Dona en 1912. 

## Enregistrements successifs
[Quand ?]
- Dona
- Marcelly
- Robert Jysor en 1924
- Annie Flore
- Georgette Plana
- Jack Lantier
- Raoul de Godewarsvelde
- Alexandre Révérend